# اختلال مصرف حشیش
اختلال استفاده از حشیش (CUD)، همچنان به عنوان اعتیاد به شاهدانه یا اعتیاد به ماری جوانا شناخته می‌شود، در پنجمین نسخه تجویز کتابچه راهنمای تشخیصی و آماری اختلالات روانی (DSM-5) و ICD-10 به عنوان مصرف مکرر حشیش علی‌رغم علایم بالینی قابل توجه تعریف شده است.

## علایم و نشانه‌ها
مصرف حشیش مشکلات سلامت روان را به دنبال دارد، مشکلاتی مانند اختلالات خلقی، اختلالات اضطرابی و طیف وسیعی از اختلالات شخصیت و همچین روانپریشی
لازم است ذکر شود قطع مصرف حشیش برای بسیاری از مصرف کنندگان دشوار است و با عوارضی نظیر:تحریک پذیری، پرخاشگری، حیرانی، مشکل خواب و اشتها و مشکلات خلقی همراه است. باید بدانیم خاصیت آرام بخش و ضد اضطراب تتراهیدروکانابینول (THC) در برخی از مصرف کنندگان حشیش ممکن است استفاده از حشیش را به عنوان یک تلاش برای خوددرمانی شخصیت یا اختلالات روان‌پزشکی تبدیل کند.

## وابستگی
مصرف طولانی مدت شاهدانه باعث ایجاد دو تغییر فارماکوکینتیک (نحوه جذب دارو، توزیع، متابولیزه و دفع می‌شود) و تغییرات فارماکودینامیکی (نحوه تعامل دارو با سلولهای هدف) به بدن را در پی دارد. این تغییرات باعث می‌شود که مصرف کننده برای رسیدن به یک اثر مطلوب مشترک (معروف به یک تحمل بالاتر)، دوزهای بیشتری از دارو را مصرف کند.
مصرف کننده‌های حشیش کاهش واکنش نسبت به دوپامین را نشان داده‌اند و این نشان می‌دهد که ارتباط احتمالی به کاهش سیستم پاداش مغز و افزایش احساسات منفی و شدت اعتیاد وجود دارد. از کسانی که روزانه حشیش استفاده می‌کنند، ۱۰–۲۰٪ وابستگی دارند

## سبب‌شناسی
این بیماری می‌تواند به دلیل گرایش به اعتیاد به مواد ایجاد شود، که می‌تواند به صورت ژنتیکی یا محیطی حاصل شود

## عوامل خطر
برخی از عوامل در نظر گرفته می‌شود که خطر ایجاد وابستگی به شاهدانه را افزایش می‌دهد و مطالعات طولی در طی چند سال، محققان را قادر ساخته است تا همزمان با استفاده از نگاه به مصرف کنندگان شاهدانه، جنبه‌های رشد اجتماعی و روانی را پیگیری کنند. شواهد در حال افزایش برای افزایش مشکلات مرتبط با فراوانی و سن استفاده از حشیش نشان داده شده که مصرف کنندگان جوان بیشترین خطر مصرف را دارند

## گروه‌های پرخطر
تعدادی از گروه‌ها بیشتر در معرض خطر وابستگی به حشیش شناخته شده‌اند، به عنوان مثال در استرالیا، جمعیت بزرگسالان، افراد بومی و و افرادی که از نظر سلامت روان مشکل دارند را بیشتر در معرض خطر می‌دانند.

## تشخیص
در تجدید نظر در سال ۲۰۱۳ برای DSM-5، سوء استفاده و وابستگی DSM-IV به اختلال استفاده از حشیش تبدیل شد.
معیار مشکلات حقوقی (از سوء استفاده از حشیش) حذف شده است، و ملاک ولع مصرف به تازگی اضافه شده است و در مجموع ۱۱ معیار ارائه شده است. این موارد عبارتند از: استفاده خطرناک، مشکلات اجتماعی / بین فردی، غفلت، ترک، تحمل بالاتر، استفاده از مقادیر بیشتر / طولانی‌تر، تلاش‌های مکرر برای ترک / کنترل استفاده، مشکلات جسمی / روانی مربوط به استفاده، و میل شدید به مصرف. برای تشخیص اختلال در استفاده از حشیش در DSM-5، حداقل ۲ مورد از این معیارها باید در دوره زمانی ۱۲ ماهه گذشته وجود داشته باشد

## درمان
گزینه‌های درمانی وابستگی به حشیش به مراتب کمتر از وابستگی به مواد افیونی یا الکل هستند. بیشتر درمانها در دسته روانشناختی یا روان درمانی، مداخله، مداخله دارویی یا درمان از طریق حمایت همسالان و رویکردهای محیطی قرار می‌گیرند.باید بدانیم هیچ دارویی برای وابستگی به شاهدانه مؤثر نبوده است

### مداخله روانشناختی
مداخله روانشناختی شامل درمان شناختی رفتاری (CBT)، درمان تقویت انگیزشی (MET)، مدیریت پیشامدها(CM)، روان درمانی حمایتی(SEP)، مداخلات خانواده و سیستم‌ها و برنامه‌های دوازده مرحله ای است